# Антим Метохит
Антим Метохит или Български (на гръцки: Άνθιμος Μετοχίτης, Βουλγαρίας) е византийски духовник, охридски архиепископ около 1335 година.

## Биография
Предполага се, че Антим Метохит заема охридската катедра след Григорий, за когото е известно че заема поста през 1317 година. Самият Антим се споменава като участник в църковен събор в Константинопол през 1341 година, като се предполага, че по това време вече е напуснал архиепископската длъжност. Това изглежда става малко преди или след завземането на Охрид от Стефан Душан през 1334 година.